# Жан-Клод Бриали
Жан-Клод Бриалѝ (на френски: Jean-Claude Brialy) е френски актьор, режисьор и сценарист.

## Биография
Жан-Клод Бриали е роден на 30 март 1933 г. в Алжир, в Омал (сега Сур Ел Голан). Баща му е бил полковник във френската армия. Семейството често се мести, поради което Жан-Клод непрекъснато променя местата си на обучение.
Той е един от първите актьори във Франция, които открито декларират своята ЛГБТ сексуална ориентация. През 2000 г. Бриали се разкрива като бисексуален в своята автобиография Le ruisseau des singes.
През 1988 г. Бриали е удостоен с награда „Сезар“ в категория „Най-добър поддържащ актьор“ за ролята на Клоц във филма „Невинните“.
Жан-Клод Бриали умира на 74 години на 30 май 2007 г. след дълго боледуване.

## Избрана филмография
| Година | Филм                   | Оригинално заглавие                   | Роля                              | Режисьор             |
| ------ | ---------------------- | ------------------------------------- | --------------------------------- | -------------------- |
| 1957   | Асансьор за ешафода    | Ascenseur pour l'échafaud             | Посетител в мотела                | Луи Мал              |
| 1958   | Хубавият Серж          | Le Beau Serge                         | Франсоа Байон                     | Клод Шаброл          |
| 1959   | Очите на любовта       | Les Yeux de l'amour                   | Пиер Сегур                        | Дени дьо Ла Пателиер |
| 1959   | Пътят на младостта     | Le chemin des écoliers                | Пол Тирселен, приятелят на Антоан | Мишел Боарон         |
| 1959   | Братовчедите           | Les Cousins                           | Пол                               | Клод Шаброл          |
| 1959   | Бурна нощ              | La notte brava!                       | Шинтилоне                         | Мауро Болонини       |
| 1961   | Жената си е жена       | Une femme est une femme               | Емил Рекамие                      | Жан-Люк Годар        |
| 1968   | Манон 70               | Manon 70                              | Жан-Пол                           | Жан Аурел            |
| 1974   | Призракът на свободата | Le Fantôme de la liberté              | Мосю Фуко                         | Луис Бунюел          |
| 1995   | Сто и една нощи        | Les cent et une nuits de Simon Cinéma | Японския гид                      | Анес Варда           |